# Sangiano
Sangiano – miejscowość i gmina we Włoszech, w regionie Lombardia, w prowincji Varese.
Według danych na rok 2004 gminę zamieszkiwało 1247 osób, 623,5 os./km².